# Pelegrina clavator
Pelegrina clavator là một loài nhện trong họ Salticidae.
Loài này thuộc chi Pelegrina. Pelegrina clavator được Maddison miêu tả năm 1996.